# 조현초등학교
조현초등학교(曺峴初等學校)는 대한민국 경기도 양평군 용문면 조현리에 있는 공립 초등학교이다.
또한, 조현초등학교는 좋은 혁신학교이기도 하다.

## 학교 연혁
- 1944년 4월 1일 ‘사립조현 학습강술소’로 개교(조현초등학교의 전신).
- 1945년 10월 24일 ‘용문국민학교 조현분교장’으로 승격.
- 1947년 12월 1일 ‘조현국민학교’로 승격(3학급 편성).
- 1948년 4월 10일 초대 교장 한오석 부임.
- 1948년 6월 26일 제 1회 졸업식(24명 배출).
- 1962년 10월 25일 6개 교실 신축.
- 1969년 3월 1일 학급증설로 6개학년 12학급 편성.
- 1970년대 학교 본관(2층짜리 붉은색, 회색 계열 돌건물) 준공.
- 1982년 3월 5일 조현국민학교 병설유치원 개원.
- 1983년 숙직실, 사택, 창고건물 준공.
- 1989년 3월 1일 6개학년 6학급 편성.
- 1995년 식기세척실 건물 준공(2015년에 급식실 건물이 완공됨에 따라 2016년에 공부방으로 용도변경).
- 1996년 3월 1일 ‘조현초등학교’로 학교명칭 개정.
- 2000년 3월 1일 교내 인터넷 개통, 학교 홈페이지 개설.
- 2003년 숲속교실 개장.
- 2003년 7월 9일 아름다운 학교숲가꾸기 지원학교로 선정(2003년부터 2008년까지 매년 5천만원 지원).
- 2003년 9월 27일 경기도 소규모학교 살리기 지원학교로 선정(6억7천만원 지원).
- 2004년 3월 1일 경기도 소규모학교 살리기 연구학교로 지정(2004년 3월 1일부터 2007년 2월 28일까지).
- 2004년 4월 25일 골프연습장 개장(4타석, 비거리 34M).
- 2004년 5월 1일 다목적교실(소강당(다목적실), 컴퓨터실, 음악실) 건물 신축, 자료실 신설, 교내 장애인용 엘리베이터 설치.
- 2007년 9월 1일 자율학교 지정(교장공모제 실시학교).
- 2007년 교내 본관 왼편 화장실 리모델링.
- 2008년 3월 1일 한국문화예술교육진흥원 지정 ‘문화예술교육 선도학교’.
- 2009년 3월 2일 도서실&보육교실 건물 신축, 방과후보육교실 ‘꿈나무안심학교’ 운영 시작.
- 2009년 9월 1일 교육과학기술부 지정 농산어촌전원학교&경기도교육청 지정 혁신학교 운영 시작.
- 2010년 11월 다목적교실, 도서실&보육교실 건물 옥상에 교실 3칸 증축, 병설유치원 건물 신축.
- 2012년 1월 19일 EBS 다큐프라임 3부작 ‘학교 300일간의 기록’에서 ‘아이들이 가장 가고 싶은 행복한 학교’라는 제목으로 조현초등학교 출연.
- 2013년 3월 학급 증설로 교장실을 컨테이너 건물로 옮김.
- 2013년 9월 다목적 대강당 ‘꿈마루’ 준공.
- 2014년 4월 본관 왼편에 별관(교실 3개) 신축, 화장실 및 변전동 신축.
- 2014년 9월 본관 건물 외부 리모델링.
- 2015년 6월 급식실 건물 신축.
- 2015년 12월 병설유치원 건물 2층으로 증축.
- 2018년 1월 9일 제 71회 졸업식(42명, 누적 졸업생 3,686명).
- 2018년 3월 2일 제 77회 입학식(38명), 6개학년 14학급 편성.
- 2023년 9월 1일 제 26대 현 교장 박성만 선생님 취임.

## 참고 자료
- 조현초등학교 - 한국교육학술정보원 학교알리미